# Berezivka (huyện)
Huyện Berezivka (tiếng Ukraina: Березівський район, chuyển tự: Berezivkas’kyi raion) là một huyện của tỉnh Odessa thuộc Ukraina. Huyện Berezivka có diện tích 1637 km², dân số theo điều tra dân số ngày 5 tháng 12 năm 2001 là 36173 người với mật độ 22 người/km2. Trung tâm huyện nằm ở Berezivka.